# Nach dem höheren Gesetz
Nach dem höheren Gesetz ist eine Novelle des österreichischen Schriftstellers Karl Emil Franzos, die 1872 für die 1876 bei Duncker & Humblot in Leipzig erschienene Sammlung Die Juden von Barnow geschrieben wurde. Der Autor hielt diese für die beste seiner Barnower Geschichten.

## Handlung
Podolien zu Beginn der zweiten Hälfte des 19. Jahrhunderts: Herr Julko von Negrusz, Bezirksrichter in dem Städtchen Barnow, hat mit seiner hübschen jungen Gattin Christine zwei liebe Bübchen. Solches Glück ruft den Neuigkeitenanzeiger von Barnow, Frau Emilie, die Gattin des Aktuars, auf den Plan: Die Visitenkarte der Frau Bezirksrichter  mit der Aufschrift „Christine von Negrusz“ sei gar zu karg. Eigentlich fehle der Zusatz „geborene Bilkes, geschiedene Silberstein“. Zudem sei „Christine“ nicht ganz korrekt. Ihr Vater, der Dorfgeher Nathan Bilkes, hatte der Tochter bei ihrer Geburt den Namen Chane gegeben. Nathan Silberstein, Chanes erster Mann, habe seine Frau dem Bezirksrichter verkauft.
Wie das bei Gerüchten so ist, die letzte Behauptung ist erfunden, doch der Rest stimmt. Nathan Bilkes hatte zwei Kinder. Der Sohn musste Soldat werden und ist nach der Schlacht bei Magenta vermisst geblieben. Seit sich der Barnower Spezereiwaren- und Weinhändler Nathan Silberstein von Chane hat scheiden lassen und diese nach der zweiten Ehe mit einem Christen den Vornamen Christine führt, ist für den alten Dorfgeher auch die Tochter gestorben.
Nathan Silbersteins Vater hatte für den Sohn die Braut Chane Bilkes ausgewählt. Das erste und einzige Kind des jungen Paares starb wenige Wochen nach der Geburt. Der Schmerz brachte die Gatten wohl einander näher, doch Chane liebte ihren Ehemann nicht.
Nathan Silberstein ist des Öfteren längere Zeit dienstlich im Ausland unterwegs. Chane führt währenddessen den Laden. In der Weinstube nebenan treffen sich zur Mittagszeit die Honoratioren des Städtchens; darunter auch der Bezirksrichter. Franzos beschreibt die Beziehung zwischen Chane und Julko von Negrusz: „... die Tage kamen und gingen, und leise und unvermerkt spannen sie zwischen zwei reinen und guten Herzen ein Band, das sündhaft und verbrecherisch war vor Gott und den Menschen.“ Als Nathan Silberstein von einer längeren Reise aus den Weinländern heimkehrt, fällt ihm ein Liebesbrief des Bezirksrichters an Chane in die Hände. Die Ertappte gesteht darauf ihrem entgeisterten Manne, sie wolle nicht mehr seine Frau bleiben.
Was ist zu tun? Nathan Silberstein studiert eine ganze Nacht hindurch die Schriften der Hebräer zu dem Fall. „Sie soll gesteinigt werden“, steht geschrieben. „Tötet sie ...“, wird noch gesagt. Der Ehemann kommt zu dem Schluss, die Gesetze der Altvorderen passen nicht für seinen Fall, aber, so ruft er verzweifelt aus: „Wer ... weiset mir ein höheres Gesetz?“ Offenbar kann keiner helfen. Nathan Silberstein und Chane haben nicht geheiratet, sondern sind von den Eltern verheiratet worden. Weil Nathan Silberstein seine Frau liebt, findet er jenes höhere Gesetz, das da heißt Entsagung, in sich selber. Er lässt sich von Chane scheiden.

## Rezeption
- 1964: Creutzburg[5] schreibt: „Der adlige Beamte Negrusz erscheint von vornherein als ein Mann, der sich durch moralische Sauberkeit, unbestechlichen Gerechtigkeitssinn und Unvoreingenommenheit gegenüber dem jüdischen Volk deutlich von den übrigen Vertretern der herrschenden Schicht unterscheidet und ihre frivole Leichtlebigkeit verachtet.“

### Ausgaben
- Nach dem höheren Gesetz, S. 46–94 in: Die Juden von Barnow. Geschichten von Karl Emil Franzos. 11.–15. Auflage. Cotta’sche Verlagsbuchhandlung, Stuttgart 1920 (archive.org).
- Nach dem höheren Gesetz. S. 259–298 in: Günter Creutzburg (Hrsg.): Der wilde Starost und die schöne Jütta. Novellen um Liebe und Ehe von Karl Emil Franzos. Illustrationen: Wolfgang Würfel. Verlag der Nation, Berlin 1964 (verwendete Ausgabe)
- Nach dem höheren Gesetz. S. 5–50 in: Karl Emil Franzos: Das Kind der Sühne. Erzählungen. Illustrationen Gerhard Großmann. Mit einem Nachwort von Wolfgang Schütze. Buchverlag Der Morgen, Berlin 1965 (2. Aufl.)

### Sekundärliteratur
- Mein Erstlingswerk: „Die Juden von Barnow“. Von Karl Emil Franzos, S. 213–240 in: Die Geschichte des Erstlingswerks. Selbstbiographische Aufsätze. Eingeleitet von Karl Emil Franzos. Mit den Jugendbildnissen der Dichter. Concordia Deutsche Verlags-Anstalt, Berlin 1894 (archive.org).